# Birkirkara Football Club (femenino)
La sección femenina del Birkirkara Football Club es un club de fútbol femenino de la ciudad de Birkirkara y juega en la Primera División Femenina de Malta, máxima categoría del fútbol femenino en el país.

## Palmarés
- Primera División Femenina de Malta (12): 2006/07, 2008/09, 2009/10, 2011/12, 2012/13, 2016/17, 2017/18, 2018/19, 2019/20, 2021/22, 2022/23, 2023/24.[1]
- Copa Femenina de Malta (15): 1998/99, 1999/00, 2001/02, 2002/03, 2004/05, 2006/07, 2007/08, 2008/09, 2009/10, 2010/11, 2012/13, 2013/14, 2016/17, 2017/18, 2018/19.[2]